# Concistori di papa Pio II

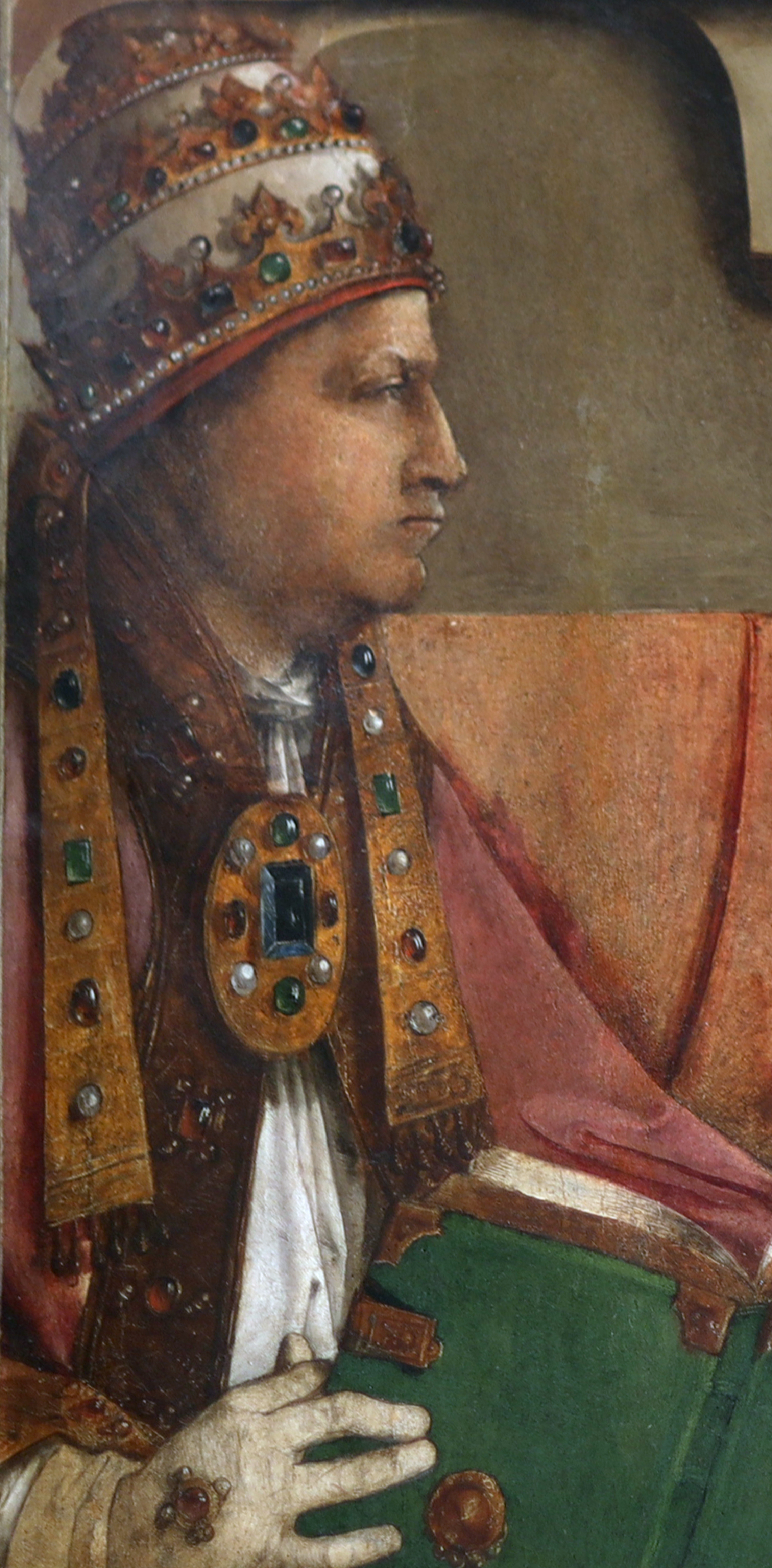
Papa Pio II

Questa voce raccoglie l'elenco completo dei Concistori per la creazione di nuovi cardinali presieduti da papa Pio II, con l'indicazione di tutti i cardinali creati. In tre concistori, Pio II ha creato 13 cardinali, provenienti da quattro nazioni: 8 italiani, 2 dal Sacro Romano Impero, 2 francesi e 1 spagnolo.

## 5 marzo 1460 (I)
Il 5 marzo 1460, durante il suo primo concistoro, papa Pio II creò 5 nuovi cardinali più uno nominato in pectore. I cinque nuovi porporati furono:
- Angelo Capranica, vescovo di Rieti, creato cardinale presbitero di Santa Croce in Gerusalemme; deceduto il 3 luglio 1478.
- Berardo Eroli, vescovo di Spoleto, creato cardinale presbitero di Santa Sabina; deceduto il 2 aprile 1479.
- Niccolò Forteguerri, vescovo di Teano, creato cardinale presbitero di Santa Cecilia; deceduto il 21 dicembre 1473.
- Alessandro Oliva, O.E.S.A., Priore Generale del suo Ordine; creato cardinale presbitero di Santa Susanna; deceduto il 20 agosto 1463.
- Francesco Todeschini Piccolomini, nipote di Sua Santità e amministratore apostolico di Siena, creato cardinale diacono di Sant'Eustachio; poi eletto papa con il nome di Pio III il 22 settembre 1503; morto il 18 ottobre dello stesso anno.

Oltre ai cinque cardinali sopra citati, ne creò anche uno in pectore:
- Burkhard von Weißpriach, arcivescovo di Salisburgo (Austria); creato cardinale presbitero dei Santi Nereo e Achilleo; la sua nomina fu pubblicata nel concistoro del 1462; deceduto il 16 febbraio 1466.

## 18 dicembre 1461 (II)
Il 18 dicembre 1461 papa Pio II creò sei nuovi cardinali, ossia:
- Bartolomeo Roverella, arcivescovo di Ravenna, creato cardinale presbitero di San Marcello; deceduto il 3 maggio 1476.
- Jean Jouffroy, O.S.B.Clun., vescovo di Arras (Francia); creato cardinale presbitero ma non si recò a Roma per ricevere il titolo; deceduto verso il 24 novembre 1473.
- Jaume Francesco de Cardona i de Aragón, vescovo di Urgell (Spagna); creato cardinale presbitero ma non si recò a Roma per ricevere il titolo; deceduto il 1º dicembre 1466.
- Louis d'Albret, vescovo di Cahors (Francia); creato cardinale presbitero dei Santi Marcellino e Pietro; deceduto il 4 settembre 1465.
- Giacomo Ammannati Piccolomini, figlio adottivo di Sua Santità e vescovo di Pavia, creato cardinale presbitero di San Crisogono; deceduto il 10 settembre 1479.
- Francesco Gonzaga, protonotario apostolico, creato cardinale diacono di Santa Maria Nuova; deceduto il 21 ottobre 1483.

## 31 maggio 1462 (III)
Il 31 maggio 1462, papa Pio II pubblicò il cardinale in pectore von Weißpriach. Inoltre creò un nuovo cardinale:
- Johann von Eych, vescovo di Eichstätt (Baviera); creato cardinale presbitero ma non si recò a Roma a ricevere il titolo; deceduto il 1º gennaio 1464.

## Fonti
- (EN) Salvador Miranda, Pius II, su fiu.edu – The Cardinals of the Holy Roman Church, Florida International University.